# Pluralismo religioso
Pluralismo religioso é uma condição observada em sociedades nas quais não ocorre a hegemonia de uma única religião, ou a hegemonia religiosa tende a desaparecer. Pode ser considerado uma consequência da democratização das sociedades, considera todos os sujeitos religiosos como legítimos. Sociedades democráticas reconhecem o direito à diferença dos indivíduos e grupos sociais. Nestas sociedades os grupos religiosos são chamados ao reconhecimento e à convivência entre as diferentes denominações. Para estes grupos, o diálogo inter-religioso surge como uma necessidade e um desafio. Um obstáculo à convivência inter-religiosa é o fundamentalismo religioso.